# Боксофис
Боксофис (на английски: box office) е термин, с който в английския език се нарича будката за продажба на билети за представления или други събития. От там понятието „боксофис“ е и синоним на приходите, които един филм събира за времето, в което той се върти по кината.
Приходите от кинопоказа се обявяват най-често в щатски долари (главно за американските филми; докато европейските се обявяват в евро), като най-важни показатели са приходите за първите три дни от пуска на заглавието – от петък до неделя (т. нар. opening weekend) и събраните приходи за първата седмица от пуска, както и броят на посетителите за тези периоди. На основата на тези данни се взима решение за по-нататъшните прожекции на дадения филм.